# Etienne Radet

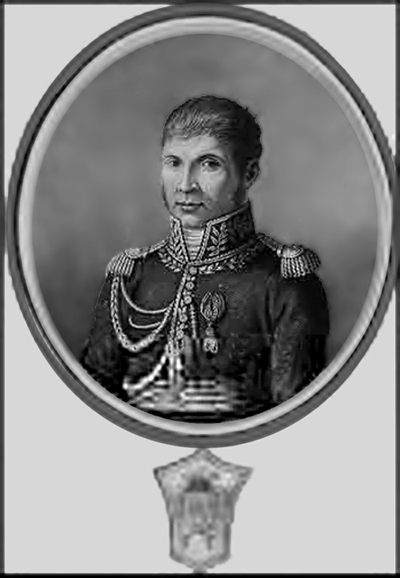

Etienne Radet (Stenay, 18 december 1762 - Varennes, 27 september 1825) was een Franse officier, achtereenvolgens in dienst van het koninkrijk Frankrijk, de Franse Revolutionairen en keizer Napoleon Bonaparte. Hij was generaal, empire-baron en senator voor het leven, wat alle beloningen waren van Napoleon.
Hij was zijdelings betrokken bij de arrestatie van koning Lodewijk XVI (Varennes 1791) doch hij had een cruciale rol bij de arrestatie van paus Pius VII (Rome 1809). Voor dit laatste kreeg hij de bijnaam gendarme van Napoleon.

## Koninklijk leger
Radet was geboren in 1762 in Lotharingen, meer bepaald in het stadje Stenay. Hij had moeilijkheden thuis, zowel met zijn vader die hem in een rechterlijke carrière duwde, als met zijn stiefmoeder, en hij liep hij weg van huis. Hij werd infanterist (1780) en ging op missie in Haïti (1781-1782) in Cap Français. In het garnizoen van La Rochelle vernam hij de dood van zijn vader (1785). Hij muteerde naar Varennes omdat hij dichter bij het ouderlijk huis wou zijn. De erfenis van zijn beide ouders werd immers voor hem een slepend proces tegen zijn stiefmoeder en stiefbroers. In 1786 ging hij over van de infanterie naar de marechaussee, en dit in dienst van de prins van Condé.

## Nationale Garde

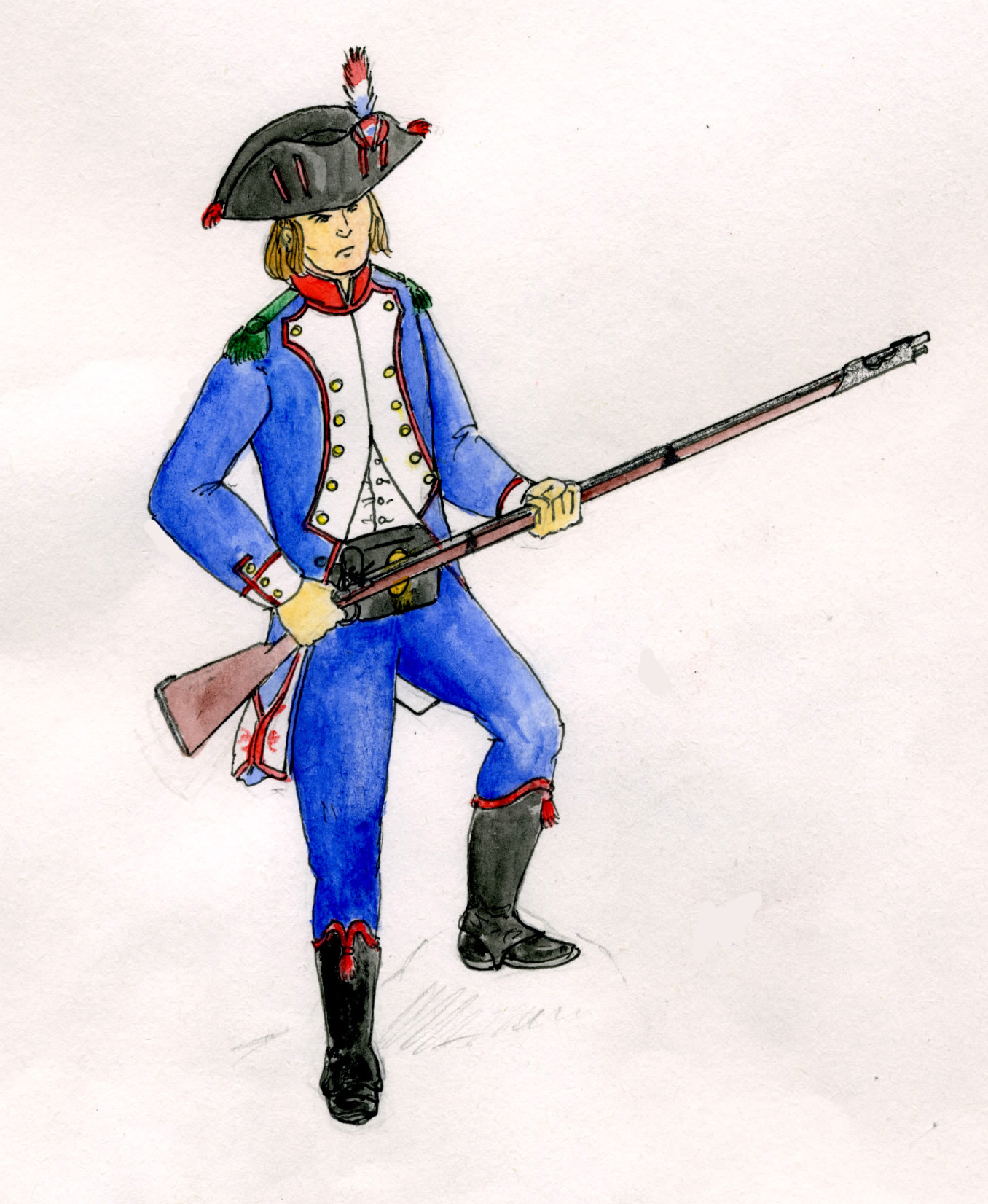
Nationale Garde na de Franse Revolutie

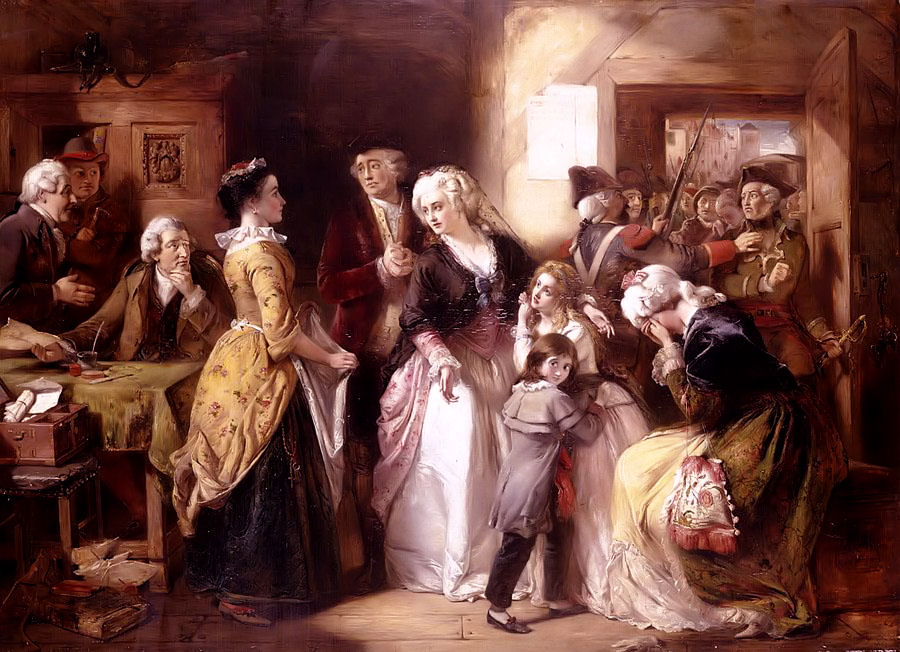
Arrestatie van koning Lodewijk XVI en zijn familie (Varennes 1791)

Door de Franse revolutionairen werd een Nationale Garde opgericht. De prins van Condé was naar het buitenland gevlucht. Radet trad toe tot de Nationale Garde en werd bevorderd tot officier (1789). Een jaar later was hij in Varennes verantwoordelijk voor het uitbouwen van de nieuwe marechaussee binnen de Nationale Garde (1790). In deze functie kwam hij toevallig betrokken bij de vluchtpoging van de Franse koning Lodewijk XVI met zijn gezin (1791). De koning was omwille van valavond het stadje Varennes binnen gereden en verbleef in een huis hem toegewezen door de notabelen van de stad. Fanatieke anti-monarchisten bezetten de ene brug in de stad, die een vluchtweg was naar Montmédy en Luxemburg. Mogelijks wou Radet de koninklijke familie vrije doorgang geven over de brug. Hij gaf instructies aan zijn marechaussee om de koning de stad uit te begeleiden, richting Montmédy, doch de inwoners weigerden resoluut de koning doorgang te geven. De brug bleef bezet. Lodewijk XVI keerde met zijn gevolg verplicht terug naar Parijs. Radet kreeg last met de revolutionaire rechtbank doch hij werd vrijgesproken. Radet moest aansluiten bij de oprukkende Franse legers in de Nederlanden (Eerste Coalitieoorlog); zo vocht hij onder meer in Fleurus. In 1797 geraakte hij gewond op een slagveld in het Rijnland. In 1798 kreeg hij een rustiger post in Avignon, waar hij de marechaussee moest uitbouwen. Het is in Avignon dat hij voor de eerste maal Napoleon Bonaparte ontmoette, op veldtocht naar Egypte.

## Napoleontisch leger

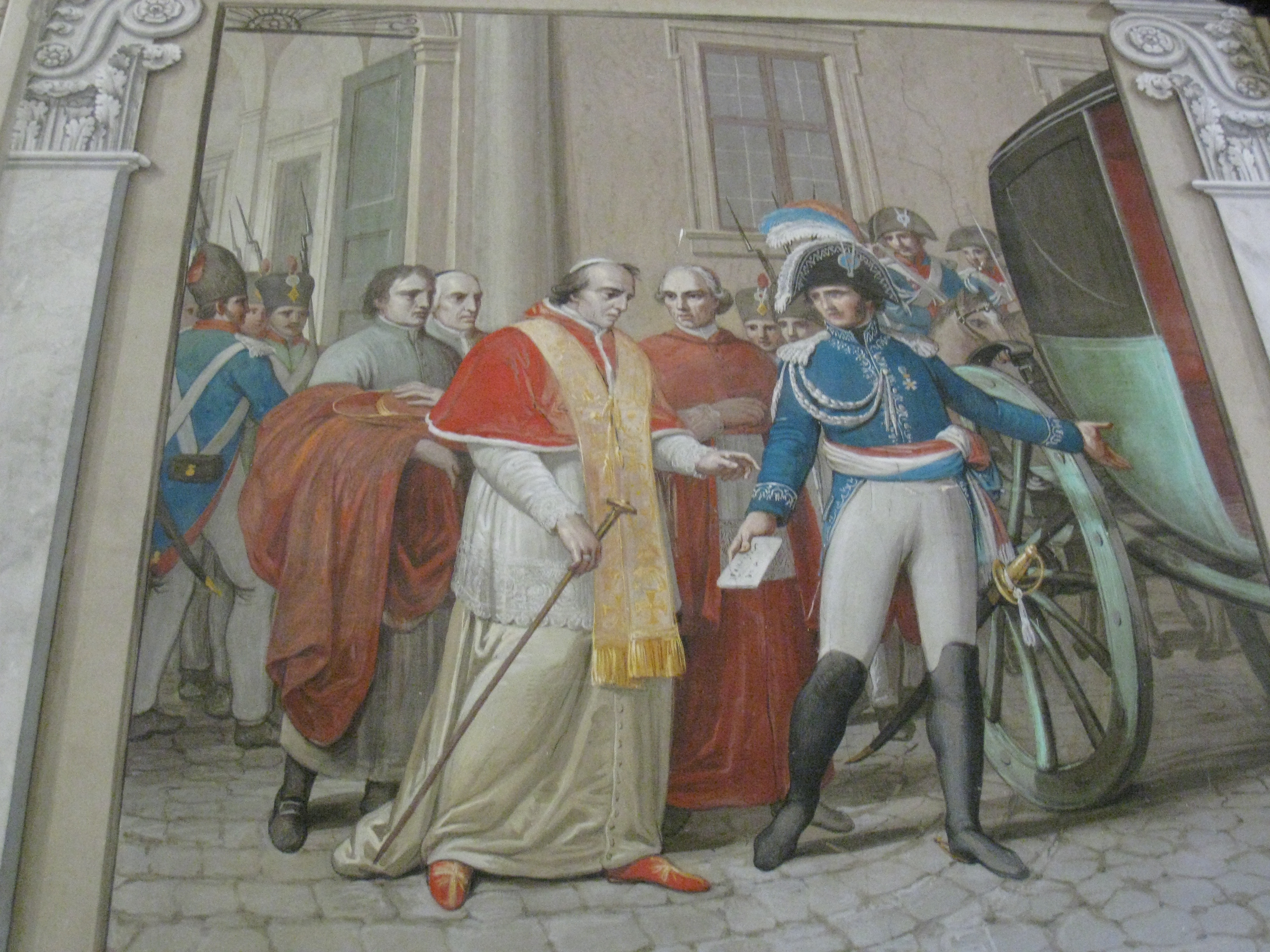
Radet arresteert paus Pius VII en enkele kardinalen (Rome 1809)

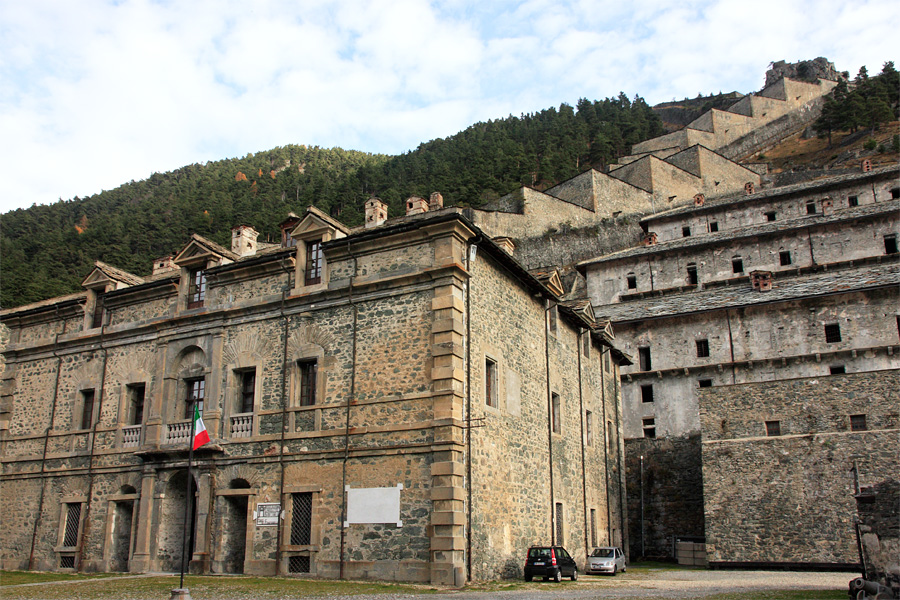
Radet sloot kardinaal Pacca op in het fort van Fenestrelle

In 1800 riep Napoleon, ondertussen eerste consul, Radet naar Parijs. Napoleon herinnerde zich Radet uit Avignon en beval hem de marechaussee van geheel Frankrijk te leiden. Radet werd tot generaal benoemd en reisde door heel Frankrijk, alsook door de Franse veroverde gebieden in Italië, om deze grote taak uit te voeren. Zo verbleef hij jaren in Napels en in Toscane. In 1809 was Radet in Rome; de Pauselijke Staat was veroverd door de Fransen en de paus had een banvloek, weliswaar vaag geformuleerd, uitgesproken tegen alle vijanden van de Pauselijke Staat. In de nacht van 5 op 6 juli 1809 beukten Radet en honderden Franse soldaten binnen in het gebarricadeerde pauselijke paleis van de Quirinaal. Dit was toen een residentie voor de paus en de curiekardinalen. De Fransen hakten met bijlen de deuren in en beklommen met ladders de gevels van het paleis. Radet trof paus Pius VII aan, verstopt in de vertrekken van staatssecretaris Bartolomeo Pacca. Met een bevelschrift in de hand afkomstig van Napoleon verplichtte Radet paus Pius VII en kardinaal Pacca om onmiddellijk als gevangenen weggevoerd te worden buiten Rome. Beide kerkvorsten protesteerden maar gingen toch meteen mee. Andere aanwezige kardinalen zoals Dameto werden in Rome zelf gevangen gezet. Radet stuurde de paus naar Savone en kardinaal Pacca naar het fort van Fenestrelle.
Er ontstond controverse of Napoleon in zijn bevelschrift expliciet de paus wou arresteren. Napoleon zou woest gereageerd hebben vanuit Wenen op de demarche van Radet. Napoleon beweerde dat hij het enkel gemunt had op staatssecretaris Pacca, die met zijn ondergrondse beweging tegen de Franse heerschappij in Rome stookte. Volgens Radet zelf voerde hij enkel uit wat hem bevolen was. Welke versie ook de juiste is, de top van de Pauselijke Staat was gearresteerd en dit kwam Napoleon goed uit. Rome werd een Frans departement van zijn keizerrijk. Napoleon beloonde Radet met de titel van baron en met een zetel in de Franse Senaat voor de grondige organisatie van de marechaussee in het hele Franse keizerrijk. In 1813 werd hij divisiegeneraal van de Grande Armée.
Tijdens de honderd dagen terugkeer van Napoleon aan de macht (1815) arresteerde Radet nog hertog Lodewijk van Angoulême, neef van de tijdelijk verjaagde Franse koning Lodewijk XVIII. In de Slag bij Waterloo werd Napoleon definitief verslagen en verdween het (eerste) Franse keizerrijk. De problemen met hertog Lodewijk werden hem bij de terugkeer van Lodewijk XVIII aangerekend. Hij werd daarnaast beschuldigd van overdreven loyauteit aan het Franse keizerrijk.

## Cel
In 1816 werd Radet door de krijgsraad van Besançon veroordeeld tot 7 jaar cel, wegens staatsgevaarlijke activiteiten. In de krijgsraad zetelde onder andere de Nederlandse generaal Anthony Boldewijn Gijsbert van Dedem. Radet werd opgesloten in de citadel van Besançon doch kwam, wegens gratie van Lodewijk XVIII, vrij in 1819. Hij schreef zijn memoires. In zijn memoires verdedigde hij met zijn argumenten al de militaire activiteiten uit zijn carrière. Radet overleed in Varennes, in zijn geboortestreek (1825).
- Bibliothèque nationale de France: cb10592034p (data)
- Biografisch Portaal: 71799998
- International Standard Name Identifier: 0000 0001 1301 2674
- Base Léonore: LH//2256/47
- SNAC: w6jc0wp9
- Système universitaire de documentation: 090158733
- Virtual International Authority File: 164903190